# 科特蘭 (伊利諾伊州)
科特蘭（英語：Cortland）是一個位於美國伊利諾伊州迪卡爾布縣的城鎮。

## 地理
科特蘭的座標為41°55′29″N 88°41′35″W / 41.92472°N 88.69306°W，而該地的平均海拔高度為265米（即869英尺）。

## 人口
根據2010年美國人口普查的數據，科特蘭的面積為9.45平方千米，當中陸地面積為9.43平方千米，而水域面積為0.02平方千米。當地共有人口4270人，而人口密度為每平方千米452人。